# Administrativní dělení Jižního Súdánu

Bahr al-Ghazál (zeleně), Equatoria (modře), Horní Nil (žlutě)

Jižní Súdán je federativní stát. Skládá se ze tří historických regionů, které se dále dělí na deset států. Regiony jsou bývalé súdánské provincie, které po odtržení Jižního Súdánu v roce 2011 přestaly mít samosprávnou funkci, samosprávné jsou dnes již jen jednotlivé federální státy. Hlavním městem je Džuba.

## Regiony
Bahr al-Ghazál
Jezera
Severní Bahr al-Ghazál
Warrap
Západní Bahr al-Ghazál
Equatoria
Střední rovníkový stát
Východní rovníkový stát
Západní rovníkový stát
Horní Nil
Horní Nil
Jednota
Jonglei